# Melphalanflufenamid
Melphalanflufenamid (INN), Synonym Melflufen, Handelsname in Deutschland Pepaxti (Zulassungsinhaber: Oncopeptides; Handelsname in den USA Pepaxto, a.H.), ist ein Arzneistoff aus der Gruppe der Zytostatika. Es handelt sich um ein Peptid-Wirkstoff-Konjugat (PDC), das als Prodrug fungiert. Es erhielt am 17. August 2022 eine Zulassung durch die EU-Kommission für die Viertlinientherapie des multiplen Myeloms.

## Eigenschaften
Melflufen ist ein Peptid-Wirkstoff-Konjugat, das das Einbringen der alkylierenden Wirkkomponente Melphalan in Tumorzellen durch Bindung an einen lipophilen Peptidanteil verbessert. Chemisch handelt es sich um den Ethylester eines Dipeptids aus Melphalan und der in para-Stellung fluorierten Aminosäure L-Phenylalanin (L-Melphalanyl-L-p-fluorphenylalanin-Ethylester). Aufgrund der Lipophilie kann Melflufen passiv über Diffusion in die Krebszelle eindringen. Intrazellulär wird es durch die Aminopeptidase N, die von vielen Tumorzellen überexprimiert wird, unter Freisetzung von Melphalan gespalten. Die hydrolytische Spaltung führt zur gesteigerten Freisetzung und Akkumulation von alkylierenden Wirkkomponenten in der Tumorzelle. Die alkylierende Aktivität führt zu einer Schädigung der DNA und in der Folge zur Apoptose der Zellen.
Pharmazeutisch wird der Wirkstoff als Melphalanflufenamidhydrochlorid eingesetzt. Es handelt sich um ein weißes bis leicht gelbliches Pulver, das in wässrigen Medien schwer löslich und gegenüber Hydrolyse anfällig ist. Melphalanflufenamidhydrochlorid ist in verschiedenen Lösungsmitteln (z. B. Ethanol, Methanol) löslich.

## Anwendungsgebiet
Melflufen ist in Kombination mit Dexamethason zur Behandlung von erwachsenen Patienten mit multiplem Myelom angezeigt, die zuvor mindestens drei Therapielinien erhalten haben, deren Erkrankung gegenüber mindestens einem Proteasom-Inhibitor, einem immunmodulatorischen Mittel und einem monoklonalen CD38-Antikörper refraktär ist und die ein Fortschreiten der Erkrankung während oder nach der letzten Therapie gezeigt haben. Bei Patienten mit vorangegangener autologer Stammzelltransplantation sollte die Zeit bis zur Progression nach der Transplantation mindestens 3 Jahre betragen. 
In der EU ist Melflufen seit August 2022 zur Behandlung des rezidivierten oder refraktären multiplen Myeleoms zugelassen. Die Zulassung beruht auf den Daten der Studien HORIZON und OCEAN.
Die FDA hatte im Februar 2021 basierend auf den Daten der HORIZON-Studie für die USA eine beschleunigte Zulassung erteilt. Nachdem im Sommer 2021 die Daten der Bestätigungsstudie OCEAN auf ein erhöhtes Sterberisiko hingedeutet hatten und die Vermarktung daraufhin gestoppt wurde, beantragte die FDA 2022 den Entzug der Marktzulassung.
Die Verabreichung erfolgt als intravenöse Infusion.